# Tanečnice (Vsetínské vrchy)
Tanečnice är ett berg i Tjeckien.   Det ligger i regionen Zlín, i den östra delen av landet, 280 km öster om huvudstaden Prag. Toppen på Tanečnice är 908 meter över havet.